# Cicero Moraes
Cícero André da Costa Moraes (1982. november 13. –) bűnügyi arcrekonstrukcióra, illetve állati és emberi protézisek modellezésére szakosodott brazil 3D-dizájner.
Munkája során számos történelmi személyiség arcát rekonstruálta, többek között Páduai Szent Antalét, a Naharon Asszonyáét, a Celakovicei Vámpírét, a Caral múmia, illetve a Sipán uráét is.
Ő rekonstruálta a Lagoa Santa-i férfi arcát is egy 10 000 éves fosszília alapján, amelyet a magyar Bányai Mihály (1920–2005) régész talált meg Brazíliában.
Az állatorvoslás területén többek között egy kutya, egy papagáj, egy liba, egy tukán és egy teknősbéka számára is készített már protézist.